# Josef Berggren
Josef Vilhelm Eugén Berggren, född 21 augusti 1892 i Stockholm, död 29 maj 1972, var en svensk målare.
Han var son till Magnus Berggren och hans maka född Flodin. Berggren studerade konst vid Tekniska skolan i Stockholm 1909–1911 och vid Thorolf Janssons dekorationslinje vid Kungliga teatern 1910–1913 samt vid Konsthögskolan i Stockholm 1914–1918 och under studieresor till Berlin och München. Berggren målade teaterdekorationer vid Kungliga teatern 1913–1914 och biträdde som dekorationsmålare i ett flertal kyrkor innan han självständigt målade Hässelby villastads, Norrahammars och Huskvarna kyrkor. Han medverkade i utställningar på PUB, Josefsons konsthall i Stockholm samt i Huvudsta och Råsunda. Hans konst består av blommor, madonnor och olika religiösa motiv samt landskapsmotiv från Stockholms norra förstäder och Viby. Berggren är begravd på Solna kyrkogård.